# Ulric I de Carniola
Ulric I de Carniola i d'Ístria (també esmentat com Ulrich i Odalric, mort 6 de març de 1070) va ser marcgravi de Carniola i marcgravi d'Ístria des 1044. Fou el fill i successor de Poppó I de Weimar i d'Hadamut.
El 31 de juliol de 1064, l'emperador Enric IV va donar terres in pago Histrie ... in comitatu Odalrici marchionis ("al país d'Istria ... al comtat del marcgravi Odalric") a l'esmentat marquès Odalric anomenat prefato Odalrico marchioni (Prefecte Odalric marquès/Marcgravi). Altre cop el 5 de març de 1067, Enric IV va donar unes terres a Ístria in pago Istria in marcha Odalrici marchioni ("al país d'Ístria en la marca del marcgravi Odalric"), aquesta vegada a favor de l'església de Freising. Ulric apareix esmentat com Odalricus marchio Carentinorum ("Ulric, marcgravi de Carantània" o sigui Caríntia) a la seva mort, tot i que cap document permet acreditar que exercís com a marcgravi en aquest territori (que d'altra banda era un ducat des de 976).
Ulric es va casar amb Sofia, la filla de Bela I d'Hongria i de la seva primera dona, Ryksa o Richeza, germana de Casimir I de Polònia. S'ha suggerit no obstant que Richeza era la filla de Bela amb la seva segona esposa, Tuta von Formbach. Sofia era germana de Ladislau I d'Hongria. Una altra hipòtesi fa alternativament a Sofia, filla de Pere d'Hongria i de Tuta, però sembla molt poc probable. Sofia va donar al seu primer marit, quatre fills:
- Poppó II, el seu successor
- Ulric II, successor del seu germà a Carniola
- Ricgarda, que es va casar amb Otó II, comte de Scheyern
- Adelaida, casada en primeres noces amb Frederic, Vogt (una mena de governador-protector) de Ratisbona, i en segon lloc amb Udalschalk, comte de Lurngau